# Afrojeż białobrzuchy
Afrojeż białobrzuchy (Atelerix albiventris) – gatunek ssaka łożyskowego z rodziny jeżowatych (Erinaceidae). Występuje w centralnej i wschodniej Afryce. Mniejszy od jeża europejskiego.

## Wygląd
RozmiaryDługość: ok. 21 cm; masa ciała: 250–600 g (samice są zazwyczaj większe).
Długość życiaW naturze 2-3 lata, w hodowli nawet 10 lat.
PokarmZwierzęcy (żywią się głównie owadami i drobnym bezkręgowcami).
AktywnośćNocna.
Dymorfizm płciowyWidoczny od urodzenia. Zewnętrzne narządy płciowe jeży wyglądają jak pępek. U samicy nieco mniejszy, położony znacznie bliżej tyłu grzbietu, w odróżnieniu od samca.

## Choroby
Afrojeże białobrzuche są podatne na różnorodne schorzenia, które mogą znacząco wpływać na ich zdrowie i jakość życia. Ze względu na skłonność tych zwierząt do maskowania objawów chorobowych, wiele problemów zdrowotnych może pozostać niezauważonych przez dłuższy czas. Regularne badania profilaktyczne u weterynarza odgrywają kluczową rolę w wczesnym wykrywaniu i skutecznym leczeniu chorób u jeży pigmejskich. Poniżej przedstawiono najczęstsze schorzenia, które mogą dotykać tych małych ssaków.
Choroby skóry
Choroby skóry są jednym z najczęściej występujących problemów zdrowotnych u jeży pigmejskich. Infestacje roztoczami to częsty problem, który może prowadzić do wypadania kolców, powstawania strupków na skórze oraz intensywnego świądu. Takie objawy mogą być również związane z grzybicą lub bakteryjnymi infekcjami skóry. Niezbędne jest szybkie podjęcie leczenia, aby zapobiec dalszym powikłaniom i zapewnić zwierzęciu komfort.
Zespół Chwiejności Jeża (WHS)
Zespół Chwiejności Jeża (ang. Wobbly Hedgehog Syndrome, WHS) to neurodegeneracyjna choroba, która dotyka układu nerwowego jeży. Objawia się ataksją, czyli zaburzeniami koordynacji ruchowej, trudnościami z utrzymaniem równowagi oraz postępującym paraliżem. WHS jest chorobą postępującą i niestety obecnie nie istnieje skuteczne leczenie. Wczesne rozpoznanie i opieka paliatywna mogą jednak poprawić komfort życia zwierzęcia.
Choroby układu moczowego
Problemy z układem moczowym, takie jak zapalenie pęcherza czy kamienie moczowe, to kolejne schorzenia, które mogą występować u jeży pigmejskich. Objawy obejmują bolesne oddawanie moczu, zmianę koloru moczu oraz obecność krwi w moczu. Jeśli zauważymy takie symptomy, konieczna jest szybka konsultacja z weterynarzem, ponieważ nieleczone choroby układu moczowego mogą prowadzić do poważnych komplikacji zdrowotnych.
Problemy z układem ruchu
Jeże pigmejskie mogą cierpieć na różne problemy związane z układem ruchu, takie jak złamania kończyn, uszkodzenia krążków międzykręgowych czy zwyrodnienia stawów. Często wynika to z urazów lub wieku zwierzęcia. Objawy obejmują trudności z poruszaniem się, brak chęci do aktywności oraz widoczny ból. W przypadku takich problemów kluczowe jest zapewnienie zwierzęciu odpowiedniego leczenia oraz warunków sprzyjających regeneracji.
Nowotwory
Nowotwory są jednym z najbardziej niebezpiecznych schorzeń, które mogą dotykać jeże pigmejskie. Szczególnie narażone są jamy ustne i skóra. Niestety, nowotwory często rozwijają się bez widocznych objawów, aż do momentu, gdy osiągną zaawansowane stadium. Regularne kontrole u weterynarza, w tym badania jamy ustnej i skóry, są niezbędne do wczesnego wykrycia i podjęcia odpowiednich działań.
Stres i jego wpływ na zdrowie
Stres również może negatywnie wpływać na zdrowie jeży pigmejskich, obniżając ich odporność i predysponując do różnych schorzeń. Przyczyną stresu mogą być zmiany środowiskowe, obecność drapieżników w otoczeniu (np. psów lub kotów), zbyt mała przestrzeń życiowa, a także brak stymulacji. Dbanie o odpowiednie warunki życia i minimalizowanie stresu jest kluczowe dla zdrowia jeża.

## Hodowla
Warunki bytowe
- Terrarium: Jeże pigmejskie wymagają przestronnego terrarium o minimalnych wymiarach 100x50 cm, wyposażonego w domek lub norkę, w którym będą mogły się schować i poczuć bezpiecznie.
- Temperatura: Optymalna temperatura w terrarium powinna wynosić 24–26 °C. Należy unikać przeciągów i gwałtownych zmian temperatury, które mogą negatywnie wpłynąć na zdrowie jeża.
- Podłoże:  Najlepszym wyborem jest miękkie podłoże, które nie pyli i nie powoduje podrażnień, np. pellet drewniany lub specjalistyczne podłoża dla jeży.

Dieta
Jeże pigmejskie są owadożerne, a ich dieta powinna być bogata w białko pochodzenia zwierzęcego. Podstawę stanowią owady karmowe, takie jak mączniki, karaczany czy świerszcze. Można również podawać wysokiej jakości karmę dla kotów o niskiej zawartości tłuszczu jako uzupełnienie diety. Należy unikać podawania suszonych owadów, gdyż mogą one negatywnie wpływać na układ trawienny jeża.
Aktywność i wyposażenie terrarium
Jeże pigmejskie są aktywne głównie nocą i potrzebują stymulacji ruchowej. W terrarium warto umieścić zabawki, takie jak tunele czy dyski do biegania. Należy jednak zachować ostrożność z kołowrotkami, gdyż długotrwałe korzystanie z nich może prowadzić do problemów zdrowotnych, takich jak bóle kręgosłupa czy rozwój szkodliwych nawyków.
Higiena i pielęgnacja
Regularna pielęgnacja jeża jest istotna dla jego zdrowia. Kąpiele powinny być przeprowadzane tylko w razie potrzeby, gdy zwierzę jest zabrudzone. Należy używać ciepłej, ale nie gorącej wody, a poziom wody nie powinien być zbyt wysoki, aby jeż mógł swobodnie się poruszać. Po kąpieli należy dokładnie osuszyć zwierzę, aby zapobiec wychłodzeniu. 
Zdrowie
Jeże pigmejskie mogą być podatne na różne choroby, takie jak problemy skórne, choroby układu pokarmowego czy infekcje dróg oddechowych. Ważne jest regularne monitorowanie stanu zdrowia zwierzęcia i konsultacje z weterynarzem specjalizującym się w egzotycznych zwierzętach w razie zauważenia niepokojących objawów. 

## Rozród

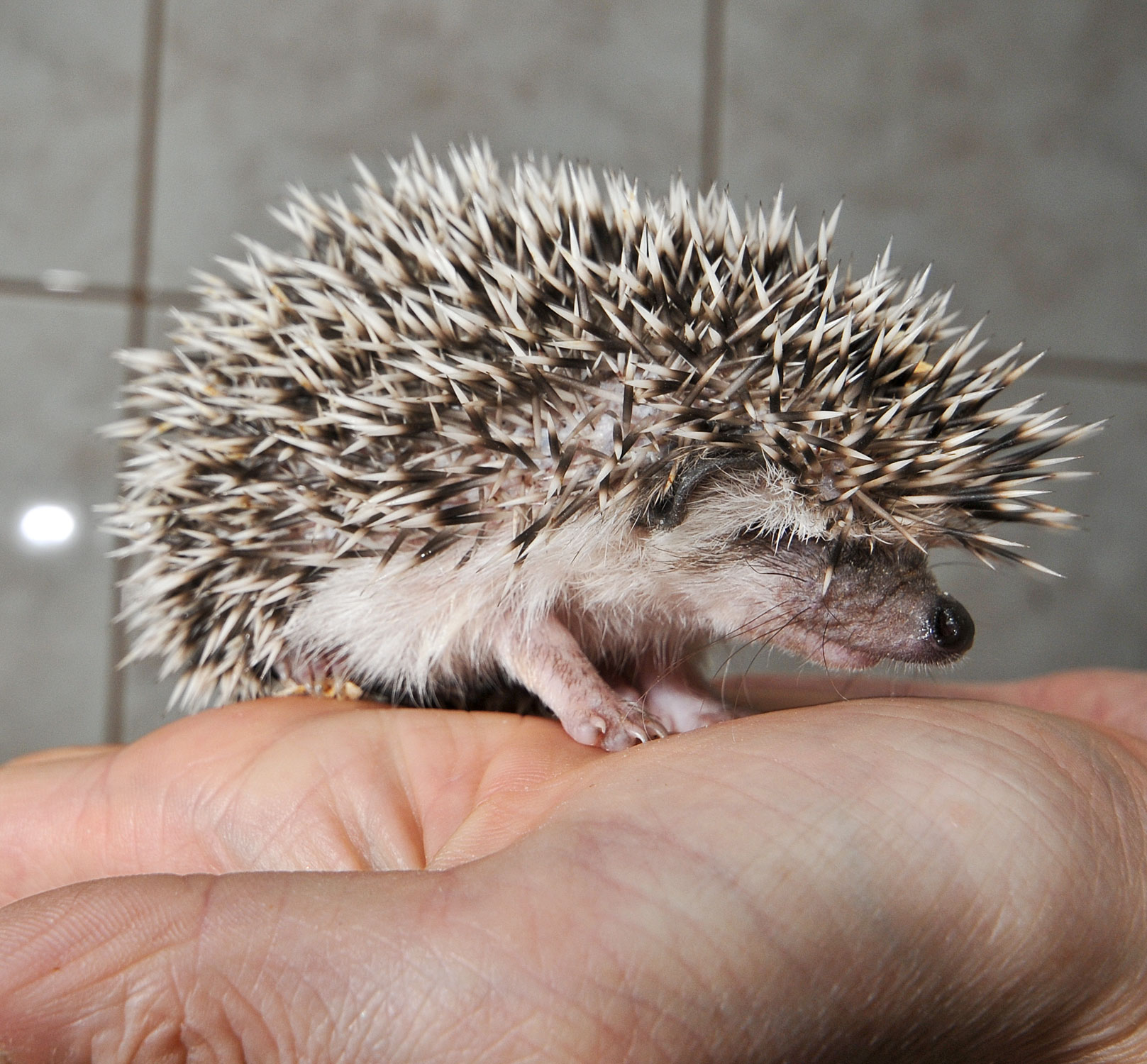
Młody afrojeż białobrzuchy

Afrojeże białobrzuche osiągają dojrzałość płciową w naturze po ok. roku, ale możliwe być osiągnięta wcześniej, po 2–4 miesiącach. Samica ma ruję, gdy są odpowiednie warunki i w pobliżu jest samiec. Ciąża trwa około 30–45 dni. W miocie (których jest około 2 rocznie) rodzi się od 3 do 6 młodych, które przez 6 do 7 tygodni są pod ścisłą opieką matki. Młode rodzą się ślepe i głuche oraz pozbawione sierści. Białe kolce są pokryte błoną, która zapewnia ochronę samicy podczas porodu. Ich igły są początkowo dość miękkie, ale z czasem twardnieją.